# Стробилопсиды
Стробилопсиды (лат. Strobilopsidae) — семейство брюхоногих моллюсков, живущих на суше. Описано 25 видов из шести родов. Раковина куполообразная или дискообразная и пуповидная. Раковина имеет 4—6 медленно увеличивающихся витка. Вход раковины маленький, косой.

## Систематика
В составе семейства:
- Strobilops Pilsbry, 1892
- Coelostrobilops Pilsbry, 1931
- Discostrobilops Pilsbry, 1927
- Nesostrobilops Pilsbry, 1931
- Enteroplax Gude, 1899
- Eostrobilops Pilsbry, 1927